# 欧法日斯
欧法日斯（法語：Auffargis，法語發音：[ofaʁʒis] ⓘ）是法国中北部法兰西岛大区伊夫林省的一个市镇，属于朗布依埃区。 

## 地理
欧法日斯（48°42'1"N, 1°53'14"E）面积17.14 平方千米，位于法国法蘭西島大區伊夫林省，该省份为法国北部内陆省份，北起瓦兹河谷省，西接厄尔省，西南接厄尔-卢瓦省，东南接埃松省，东临上塞纳省。
与欧法日斯接壤的市镇（或旧市镇、城区）包括：拉塞勒莱博尔德、塞尔奈城、莱塞萨尔勒鲁瓦、伊夫林地区勒佩赖、桑利斯、伊夫林地区维埃耶埃格利斯。

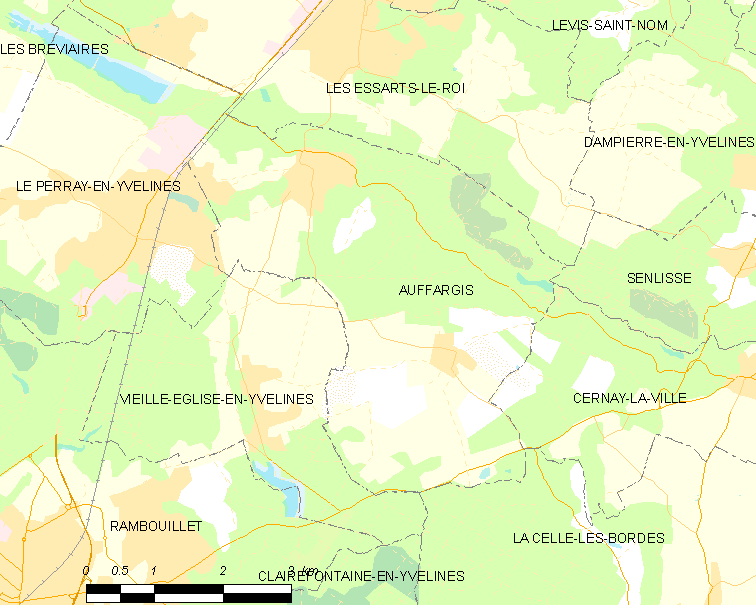
欧法日斯的OSM定位图

欧法日斯的时区为UTC+01:00、UTC+02:00（夏令时）。

## 行政
欧法日斯的邮政编码为78610，INSEE市镇编码为78030。

## 政治
欧法日斯所属的省级选区为朗布依埃县。

## 人口

1962-2008年间欧法日斯人口变化图示

欧法日斯于2022年1月1日时的人口数量为1967人。